# Evelyne Leu
Evelyne Leu (Bottmingen, 7 juli 1976) is een voormalig freestyleskiester uit Zwitserland. Ze vertegenwoordigde haar vaderland op de Olympische Winterspelen 1998 in Nagano, de Olympische Winterspelen 2002 in Salt Lake City, de Olympische Winterspelen 2006 in Turijn en de Olympische Winterspelen 2010 in Vancouver. 

## Resultaten

### Olympische Winterspelen
| Jaar | Plaats         | Resultaten  |
| ---- | -------------- | ----------- |
| 1998 | Nagano         | 15e Aerials |
| 2002 | Salt Lake City | 11e Aerials |
| 2006 | Turijn         | Aerials     |
| 2010 | Vancouver      | 16e Aerials |

### Wereldkampioenschappen
| Jaar | Plaats               | Resultaten  |
| ---- | -------------------- | ----------- |
| 1997 | Nagano               | 14e Aerials |
| 1999 | Meiringen-Hasliberg  | 14e Aerials |
| 2001 | Whistler             | 4e Aerials  |
| 2003 | Deer Valley          | 9e Aerials  |
| 2005 | Kuusamo              | Aerials     |
| 2007 | Madonna di Campiglio | 5e Aerials  |
| 2009 | Inawashiro           | 15e Aerials |

### Wereldbeker
Eindklasseringen
| Seizoen   | Algemeen         | Aerials           |
| --------- | ---------------- | ----------------- |
| 1993/1994 | 88e 6,00 punten  | 30e 44,00 punten  |
| 1994/1995 | 63e 24,00 punten | 21e 196,00 punten |
| 1995/1996 | 51e 39,00 punten | 16e 352,00 punten |
| 1996/1997 | 34e 63,00 punten | 14e 440,00 punten |
| 1997/1998 | 45e 53,00 punten | 16e 316,00 punten |
| 1998/1999 | 12e 79,00 punten | 6e 236,00 punten  |
| 1999/2000 | 10e 84,00 punten | 5e 420,00 punten  |
| 2000/2001 | 18e 74,00 punten | 10 372,00 punten  |
| 2001/2002 | 44e 39,00 punten | 22e 196,00 punten |
| 2002/2003 | 23e 70,00 punten | 11e 420,00 punten |
| 2003/2004 | 16e 39,00 punten | · 467,00 punten   |
| 2004/2005 | 19e 31,00 punten | 6e 371,00 punten  |
| 2005/2006 | 7e 48,00 punten  | · 524,00 punten   |
| 2006/2007 | 7e 46,00 punten  | · 274,00 punten   |
| 2007/2008 | 20e 36,00 punten | 5e 322,00 punten  |
| 2008/2009 | 17e 35,00 punten | 5e 244,00 punten  |
| 2009/2010 | 20e 33,00 punten | 7e 198,00 punten  |

Wereldbekerzeges
| Datum            | Plaats           | Onderdeel |
| ---------------- | ---------------- | --------- |
| 6 januari 2001   | Deer Valley      | Aerials   |
| 2 maart 2003     | Špindlerův Mlýn  | Aerials   |
| 19 februari 2005 | Sauze d'Oulx     | Aerials   |
| 8 januari 2006   | Mont Gabriel     | Aerials   |
| 21 januari 2006  | Lake Placid      | Aerials   |
| 12 januari 2007  | Deer Valley      | Aerials   |
| 7 maart 2008     | Davos            | Aerials   |
| 6 februari 2009  | Cypress Mountain | Aerials   |

### Europabeker
Eindklasseringen
| Seizoen   | Algemeen        | Aerials          |
| --------- | --------------- | ---------------- |
| 1995/1996 | 37e 9,00 punten | 10e 46,00 punten |
| 1999/2000 |                 | · 119,00 punten  |
| 2001/2002 | 7e 16,00 punten | · 49,00 punten   |
| 2008/2009 |                 | 7e 100,00 punten |

Europabekerzeges
| Datum            | Plaats                | Onderdeel |
| ---------------- | --------------------- | --------- |
| 10 januari 1996  | Altenmarkt-Zauchensee | Aerials   |
| 26 december 2001 | Zell am See           | Aerials   |
| 27 maart 2004    | Davos                 | Aerials   |
| 17 februari 2007 | Meiringen-Hasliberg   | Aerials   |
| 10 januari 2009  | Meiringen-Hasliberg   | Aerials   |

### Noord-Amerikabeker
Eindklasseringen
| Seizoen   | Aerials          |
| --------- | ---------------- |
| 2009/2010 | 17e 45,00 punten |